# Paolo Romeo

Paolo kardinál Romeo (20. února 1938 Acireale) je italský římskokatolický kněz, emeritní arcibiskup Palerma, kardinál.

## Životopis
Narodil se jako páté z devíti dětí. Studoval v semináři ve svém rodišti a poté v Římě – teologii na Papežské univerzitě Gregoriana a kanonické právo na Papežské Lateránské univerzitě. Kněžské svěcení přijal 8. března 1961. V roce 1964 se začal připravovat na diplomatickou dráhu v Papežské diplomatické akademii. Pracoval na nunciaturách na Filipínách, v Belgii, Lucembursku, Venezuele, Rwandě a Burundi. V roce 1976 se vrátil do Vatikánu a začal pracovat ve státním sekretariátu.

## Biskup a kardinál
Dne 17. prosince 1983 byl jmenován apoštolským nunciem na Haiti a titulárním arcibiskupem. Biskupské svěcení mu udělil papež Jan Pavel II. 6. ledna 1984. V roce 1990 se stal nunciem v Kolumbii, po devíti letech byl jmenován nunciem v Kanadě, kde tuto funkci zastával do roku 2001. Tehdy byl jmenován nunciem v Itálii a San Marinu. V závěru roku 2006, 19. prosince, ho papež Benedikt XVI. jmenoval arcibiskupem palermským. Dne 20. října 2010 bylo oznámeno jeho jmenování kardinálem, které bylo oficiálně završeno na konzistoři o měsíc později.